# Abatiá
Abatiá est une municipalité brésilienne située dans l'État du Paraná.